# Thomas Palaiologos
Thomas Palaiologos (Grieks: Θωμάς Παλαιολόγος, Constantinopel, 1409 - Rome, 12 mei 1465) was despoot van Morea en titulair keizer van Byzantium.

## Biografie
Thomas Palaiologos werd geboren als de jongste zoon van keizer Manuel II Palaiologos en Helena Dragas. In 1428 werd hij benoemd tot despoot van Morea. Deze functie vervulde hij samen met zijn broer Demetrios. In 1430 trouwde hij met Catharina Zaccaria, dochter van Centurione II Zaccaria, vorst van Achaea. Toen in 1453 plannen werden gemaakt door de Ottomanen om Constantinopel aan te vallen, tekenden de heersers van Morea een verdrag waarbij beide staten elkaar ongemoeid zouden laten.
Na een opstand van Manuel Kantakouzenos, kleinzoon van Demetrios, de laatste Kantakouzenos-despoot van Morea, brak Thomas Palaiologos met het verdrag. Hij keerde zijn pro-Ottomaanse broer de rug toe en zocht toe nadering tot de republiek Genua en de paus en wist zo zijn broer af te zetten. Demetrios vluchtte naar Edirne en verzocht sultan Mehmed II om hem te hulp te schieten. De sultan ondernam actie en voegde het despotaat in 1460 aan zijn rijk toe. Thomas Palaiologos en zijn familie wisten te ontsnappen, richting Italië. Bij zijn aankomst in Italië wist hij paus Pius II over te halen om een kruistocht te organiseren tegen de Ottomanen maar door de dood van de paus in 1464 kwam hier echter niets van en de rest van zijn leven sleet Thomas in Rome.

## Huwelijk en kinderen
In 1430 trouwde Thomas Palaiologos met Catharina Zaccaria, het stel kreeg samen 4 kinderen:
- 1431: Helena Palaiologina, trouwde met de despoot Lazar II van Servië.
- 1453: Andreas Palaiologos, titulair keizer van Constantinopel.
- 1455: Manuel Palaiologos
- 1455: Sophia Palaiologina, trouwde met Ivan III van Moskovië